# Ola Fløttum
Ola Fløttum (* 5. August 1972 in Oslo) ist ein norwegischer Filmkomponist und ehemaliger Rockmusiker.

## Leben
Gemeinsam mit Ulf Rogde und Hans Christian Almendingen, mit dem er bereits zuvor in einer gemeinsamen Band spielte, gründete Ola Fløttum die Slowcore-Band The White Birch. Gemeinsam veröffentlichten sie bis 2005 vier Alben und eine EP. 2015 folgte mit The Weight Of Spring ein fünftes Album, allerdings nur von Fløttum selbst, ohne Mitarbeit seiner beiden ehemaligen Bandmitglieder.
Bereits während seiner Bandzeit komponierte Fløttum Musik für einige Kurzfilme und nach dem letzten 2005 veröffentlichten Album konnte er mit seiner Musik zu Auf Anfang als Filmkomponist für Langspielfilme debütieren. Seitdem zeigte er sich für die Musik von über 30 nationale und internationale Filmprojekten, darunter Oslo, 31. August, Höhere Gewalt und Helle Nächte verantwortlich. 
Für seine Musik zu dem von Joachim Trier inszenierten Mystery-Thriller Thelma wurde er 2018 mit einem Amanda für die Beste Filmmusik ausgezeichnet. Für Der schlimmste Mensch der Welt war er für den gleichen Filmpreis 2022 erneut nominiert. Für Thelma gewann er 2018 auch beim Trondheim Internasjonale Filmfestival.
Fløttum ist mit der Schauspielerin Ellen Dorrit Petersen verheiratet. Das Paar hat zwei gemeinsame Kinder, einen Sohn und eine Tochter.

## Filmografie (Auswahl)
- 2006: Auf Anfang (Reprise)
- 2011: Oslo, 31. August (Oslo, 31. august)
- 2013: TPB AFK: The Pirate Bay Away From Keyboard
- 2014: Höhere Gewalt (Turist)
- 2015: Louder than Bombs
- 2017: Helle Nächte
- 2017: Thelma
- 2020: Lost Girls and Love Hotels
- 2021: Der schlimmste Mensch der Welt (Verdens verste menneske)
- 2021: Generasjon Utøya (Dokumentarfilm)
- 2022: Verschwunden in Lørenskog (Forsvinningen – Lørenskog, Miniserie, 5 Episoden)
- 2023: Our Son
- 2024: Verbrannte Erde
- 2024: Jakt